# Xianning (ort i Kina)
Xianning är en ort i Kina. Den ligger i provinsen Hubei, i den centrala delen av landet, omkring 78 kilometer söder om provinshuvudstaden Wuhan.
Runt Xianning är det tätbefolkat, med 427 invånare per kvadratkilometer. Xianning är det största samhället i trakten. Trakten runt Xianning består till största delen av jordbruksmark.
Genomsnittlig årsnederbörd är 1 972 millimeter. Den regnigaste månaden är maj, med i genomsnitt 280 mm nederbörd, och den torraste är januari, med 51 mm nederbörd.